# David Haro Iniesta
David Haro Iniesta (Ametlla del Vallès, Provincia de Barcelona, 17 de julio de 1990) es un futbolista español que juega de delantero en el F. C. Inter Turku de la Veikkausliiga.

## Trayectoria
Estuvo el curso 2012-13 en el Gimnàstic de Tarragona, donde su rendimiento fue diferente al que mostró en el Centre d'Esports L'Hospitalet, despertando el interés de varios equipos.
En verano de 2015 se hizo oficial su fichaje por el Club de Fútbol Reus Deportiu, con el que logró ascender a la Segunda División. Tras tres temporadas en Reus, en 2018 inició una nueva aventura en el GIF Sundsvall.
El 27 de agosto de 2021 firmó por la U. E. Costa Brava tras haber jugado las dos campañas anteriores en el C. D. Atlético Baleares. No completó el curso, volviendo a salir fuera en febrero de 2022 para jugar en la Veikkausliiga con el F. C. Inter Turku.

## Clubes
| Club                    | País      | Año       |
| ----------------------- | --------- | --------- |
| U. E. Sants             | España    | 2009-2010 |
| A. E. Prat              | España    | 2010-2011 |
| C. E. L'Hospitalet      | España    | 2011-2012 |
| Gimnàstic de Tarragona  | España    | 2012-2013 |
| C. E. L'Hospitalet      | España    | 2013-2015 |
| C. F. Reus Deportiu     | España    | 2015-2018 |
| GIF Sundsvall           | Suecia    | 2018-2019 |
| C. D. Atlético Baleares | España    | 2019-2021 |
| U. E. Costa Brava       | España    | 2021-2022 |
| F. C. Inter Turku       | Finlandia | 2022-     |